# Bogdan Baranowski
Bogdan Baranowski (* 27. Oktober 1927 in Kępno; † 29. Juni 2014 in Warschau) war ein polnischer Physikochemiker, der sich mit   Systemen aus Wasserstoff und Metallen bei hohen Drücken  sowie mit Nichtgleichgewichts-Thermodynamik beschäftigte.

## Leben
Baranowski studierte ab 1947 Chemie an der Universität Breslau (Wrocław) mit dem Diplomabschluss 1951 und war dort 1949 bis 1954 Forschungsassistent. 1954 bis 1956 war er Assistent in der Abteilung Theoretische Chemie der Jagiellonen-Universität in Krakau. Er wurde 1956 am Institut für Physikalische Chemie der Polnischen Akademie der Wissenschaften in Warschau promoviert, an dem er seit 1964 Professor war und Leiter der Abteilung Physikalische Chemie von Festkörpern, das er bis 1997 leitete. 1973 bis 1977 war er Vizedirektor des Instituts.
Ende der 1950er Jahre sowie in den 1970er und 1980er Jahren war er Gastwissenschaftler an der Université libre de Bruxelles bei Ilja Prigogine (mit dem er eng über Nichtgleichgewichts-Thermodynamik zusammenarbeitete), 1965 in Amsterdam, 1971/72 an der Bergakademie Freiberg (als Vizedirektor), 1984 und 1986 am Max-Planck-Institut für Festkörperforschung in Stuttgart, 1987/88 an der Universität Belfast und seit den 1970er Jahren an der TU Göteborg (Gastprofessur 1985).
Er entwickelte eine Theorie der Elektro-Thermodiffusion insbesondere in Metallen und Metallhydriden und zeigte die Nützlichkeit bei der Separation chemischer Stoffe (zum Beispiel Deuterium von normalem Wasserstoff). Er untersuchte Chaos in elektrochemischen Systemen (in einem Analogon des Benard Problems) und schrieb eine Monographie über irreversible Thermodynamik, die auch ins Deutsche übersetzt wurde. Er entwickelte Hochdrucktechniken zur Synthese von Hydriden von Nickel, Chrom, Mangan und Aluminium und war ein Pionier auf dem Gebiet von Untersuchungen von Wasserstoff in Metallen unter hohem Druck. Er untersuchte Phasenübergänge von Metallhydriden unter hohem Druck und organische Synthese unter hohem Druck.
Er ist Autor und Ko-Autor von über 340 wissenschaftliche Arbeiten und hatte über 20 Doktoranden.
1973 erhielt er den Marie-Curie-Preis der Polnischen Akademie der Wissenschaften, 1973 die Burke Medal der Faraday Society, 1956 den Preis der Polnischen Chemischen Gesellschaft und 1984 deren Sniadecki-Medaille und 1994 den Preis des Premierministers von Polen. 1995 erhielt er den Bridgman Award und 1998 die Wilhelm-Jost-Gedächtnismedaille. Er war seit 1974 Mitglied der Polnischen Akademie der Wissenschaften (deren Komitee für Chemie er 1981 bis 1983 vorstand), seit 1976 der Leopoldina, seit 1981 der Warschauer Wissenschaftsgesellschaft, der International Academy of Sciences und seit 1994 der Ukrainischen Akademie der Wissenschaften.
1974 bis 1979 war er Präsident der Polnischen Chemischen Gesellschaft, deren Ehrenmitglied er seit 1987 und Ehrenpräsident er seit 1997 ist. 1989 bis 1993 war er Präsident der International Association for Advancement of High Pressure Science and Technology (AIRAPT), nachdem er 1981 bis 1985 Vizepräsident war. Er ist seit 1990 Mitglied der Gesellschaft Deutscher Chemiker  und wurde 1983 Ehrendoktor der Technischen Universität Göteborg. Er ist Mitglied der Deutschen Bunsengesellschaft für Physikalische Chemie.
Er war lange Zeit Mitherausgeber des Polish Journal of Chemistry (vor 1991 Roczniki Chemii), ab 1991 als Haupt-Herausgeber, und war Mitherausgeber des Journal of Non-Equilibrium Thermodynamics, Journal of Alloys and Compounds und High Pressure Research.

## Schriften
- Nicht-Gleichgewichts-Thermodynamik in der physikalischen Chemie, VEB Deutscher Verlag für Grundstoffindustrie, Leipzig 1975 (polnisches Original Warschau 1974)
- Metal-Hydrogen Systems at High Pressures, in Topics in Applied Physics, Band 29, Hydrogen in Metals II (G.Alefeld, J. Völkl, Herausgeber), Springer Verlag, 1978, S. 157–200.
- Dissipative Strukturen als ein energetisches Problem, Nova Acta Leopoldina NF, Band 60, 1989, S. 91–107
- mit S. M. Filipek: Synthesis of Metal Hydrides in J. Jurczak, B. Baranowski (Herausgeber) High Pressure Chemical Synthesis, Elsevier, Amsterdam 1989, S. 55–100
- Diffusion in Elastic Media with Stress Fields, in S. Sieniutycz, P. Salamon (Herausgeber) Advances in Thermodynamics, Flow, Diffusion and Rate Processes, Taylor and Francis, New York 1992, S. 168–199
- A simplified quantitative approach to the isothermal hysteresis in metallic hydrides with coherent interphases-, J. Alloys and Compounds, Band 200, 1993, S. 87–92